# Serrat de les Comelletes
El Serrat de les Comelletes és una serra del terme municipal de Conca de Dalt, antigament del d'Hortoneda de la Conca, situada a cavall dels antics pobles del Mas de Vilanova, o Vilanoveta, i d'Herba-savina.
Està situada a la part sud-oriental de l'antic terme, a llevant i a prop de l'antic poble del Mas de Vilanova, a migdia de la part oriental del Roc de Pessonada. En el seu extrem sud-oest s'acosta molt al riu de Carreu, a lo Riu de Vilanoveta. En el seu vessant septentrional hi ha l'Obagueta de les Comelletes, i en el meridional, damunt del riu de Carreu, el costat nord-oest Forat des Arts, un congost pel qual discorre el riu esmentat. Pel seu costat nord-oest passa la llau de les Comelletes.
Aquest serrat constitueix una partida rural de 16,2844 hectàrees de conreus de secà, ametllers, zones de bosquina i de matolls.